# Dolophrosynella balteata
Dolophrosynella balteata là một loài bướm đêm thuộc họ Oecophoridae. Nó được tìm thấy ở Queensland.